# Invest in Szczecin Open 2023 - Doppio
Il doppio del torneo di tennis professionistico Invest in Szczecin Open 2023, facente parte della categoria Challenger 125 nell'ambito dell'ATP Challenger Tour 2023, si è giocato dall'11 al 17 settembre a Stettino, in Polonia.
Tra le sedici coppie di partecipanti erano assenti Dustin Brown e Andrea Vavassori, i detentori del titolo.
In finale Andrew Paulson e Vitaliy Sachko hanno sconfitto Zdeněk Kolář e Sergio Martos Gornés con il punteggio di 6–1, 7–6(6).

## Teste di serie
1. Denys Molčanov /  David Vega Hernández (semifinale)
2. Evan King /  Reese Stalder (semifinale)

1. Constantin Frantzen /  Hendrik Jebens (primo turno)
2. Anirudh Chandrasekar /  Vijay Sundar Prashanth (primo turno)

## Wildcard
1. Maks Kaśnikowski /  Łukasz Kubot (quarti di finale)

1. Jan Choinski /  Szymon Kielan (primo turno)

## Alternate
1. Piotr Matuszewski /  Kai Wehnelt (primo turno)

## Tabellone

### Legenda
| - Q = Qualificato - WC = Wild card - LL = Lucky loser | - ALT = Alternate - SE = Special Exempt - PR = Protected Ranking | - w/o = Walkover - r = Ritirato - d = Squalificato |

|  | Primo turno | Primo turno                 | Primo turno                 | Primo turno | Primo turno |  |  | Quarti di finale | Quarti di finale            | Quarti di finale        | Quarti di finale   | Quarti di finale   |   |   | Semifinali | Semifinali                    | Semifinali                    | Semifinali                        | Semifinali                        |   |   | Finale | Finale | Finale | Finale | Finale |  |
|  |             |                             |                             |             |             |  |  |                  |                             |                         |                    |                    |   |   |            |                               |                               |                                   |                                   |   |   |        |        |        |        |        |  |
|  | 1           | D Molčanov D Vega Hernández | D Molčanov D Vega Hernández | 78          | 6           |  |  |                  |                             |                         |                    |                    |   |   |            |                               |                               |                                   |                                   |   |   |        |        |        |        |        |  |
|  |             | Í Cervantes O Roca Batalla  | Í Cervantes O Roca Batalla  | 6           | 4           |  |  | 1                | D Molčanov D Vega Hernández | 4                       | 6                  | [10]               |   |   |            |                               |                               |                                   |                                   |   |   |        |        |        |        |        |  |
|  | Alt         | P Matuszewski K Wehnelt     | 3                           | 6           | [8]         |  |  | WC               | M Kaśnikowski Ł Kubot       | 6                       | 2                  | [7]                |   |   |            |                               |                               |                                   |                                   |   |   |        |        |        |        |        |  |
|  | WC          | M Kaśnikowski Ł Kubot       | 6                           | 3           | [10]        |  |  |                  |                             |                         |                    |                    |   |   | 1          | D Molčanov D Vega Hernández   | D Molčanov D Vega Hernández   | 4                                 | 3                                 |   |   |        |        |        |        |        |  |
|  | 3           | C Frantzen H Jebens         | 6                           | 4           | [10]        |  |  |                  |                             |                         | A Paulson V Sachko | A Paulson V Sachko | 6 | 6 |            |                               |                               |                                   |                                   |   |   |        |        |        |        |        |  |
|  |             | A Paulson V Sachko          | 3                           | 6           | [12]        |  |  |                  | A Paulson V Sachko          | A Paulson V Sachko      | 6                  | 6                  |   |   |            |                               |                               |                                   |                                   |   |   |        |        |        |        |        |  |
|  |             | I Liutarevich V Manafov     | 64                          | 79          | [10]        |  |  |                  | I Liutarevich V Manafov     | I Liutarevich V Manafov | 4                  | 4                  |   |   |            |                               |                               |                                   |                                   |   |   |        |        |        |        |        |  |
|  |             | M Bortolotti F Cobolli      | 7                           | 67          | [6]         |  |  |                  |                             |                         |                    |                    |   |   |            | Andrew Paulson Vitaliy Sachko | Andrew Paulson Vitaliy Sachko | 6                                 | 78                                |   |   |        |        |        |        |        |  |
|  | WC          | J Choinski S Kielan         | J Choinski S Kielan         | 64          | 4           |  |  |                  |                             |                         |                    |                    |   |   |            |                               |                               | Zdeněk Kolář Sergio Martos Gornés | Zdeněk Kolář Sergio Martos Gornés | 1 | 6 |        |        |        |        |        |  |
|  |             | Z Kolář S Martos Gornés     | Z Kolář S Martos Gornés     | 7           | 6           |  |  |                  | Z Kolář S Martos Gornés     | Z Kolář S Martos Gornés | 6                  | 6                  |   |   |            |                               |                               |                                   |                                   |   |   |        |        |        |        |        |  |
|  |             | R Jebavý P Nouza            | 7                           | 4           | [14]        |  |  |                  | R Jebavý P Nouza            | R Jebavý P Nouza        | 3                  | 4                  |   |   |            |                               |                               |                                   |                                   |   |   |        |        |        |        |        |  |
|  | 4           | A Chandrasekar VS Prashanth | 5                           | 6           | [12]        |  |  |                  |                             |                         |                    |                    |   |   |            | Z Kolář S Martos Gornés       | Z Kolář S Martos Gornés       | 6                                 | 7                                 |   |   |        |        |        |        |        |  |
|  |             | A Pellegrino C Rodríguez    | A Pellegrino C Rodríguez    | 2           | 2           |  |  |                  |                             | 2                       | E King R Stalder   | E King R Stalder   | 0 | 5 |            |                               |                               |                                   |                                   |   |   |        |        |        |        |        |  |
|  |             | I Sabanov M Sabanov         | I Sabanov M Sabanov         | 6           | 6           |  |  |                  | I Sabanov M Sabanov         | 1                       | 7                  | [7]                |   |   |            |                               |                               |                                   |                                   |   |   |        |        |        |        |        |  |
|  |             | N Oberleitner P Oswald      | N Oberleitner P Oswald      | 2           | 5           |  |  | 2                | E King R Stalder            | 6                       | 65                 | [10]               |   |   |            |                               |                               |                                   |                                   |   |   |        |        |        |        |        |  |
|  | 2           | E King R Stalder            | E King R Stalder            | 6           | 7           |  |  |                  |                             |                         |                    |                    |   |   |            |                               |                               |                                   |                                   |   |   |        |        |        |        |        |  |